# Lago di Scandarello
Il lago di Scandarello è un lago artificiale, formato dallo sbarramento della diga costruita lungo il corso del torrente Scandarello, affluente del Tronto, circondato dalle vette occidentali dei Monti della Laga, nel territorio del comune di Amatrice, nell'alto Lazio.
La diga, costruita nel 1924, è a gravità ordinaria e forma il terzo lago artificiale della provincia di Rieti, con una lunghezza di 3 km ed una superficie di circa 1 km² ed una profondità di 41 m. Le sue acque alimentano la centrale idroelettrica di Scandarello, la prima di quelle costruite lungo la Valle del Tronto.

## La diga
I lavori per la costruzione della diga di Scandarello cominciarono nel 1918 per opera dell’UNES, sotto decreto regio di Vittorio Emanuele III.
Entrò in funzione nel 1924, producendo energia elettrica grazie alla centrale idroelettrica di Scandarello.
La diga è alta 55 metri, e il coronamento lungo 200 metri. Al suo interno presenta tre cunicoli: uno a livello del piano di campagna e due trasversali. 

## 1944: il salvataggio della diga
Nel 1944 la diga rischiò di saltare in aria dopo essere stata minata dalle truppe nazifasciste. Lungo la valle del Tronto vivevano migliaia di persone e molte località, tra cui Ascoli Piceno, sarebbero state colpite dall'onda di piena, che avrebbe coperto la ritirata dell'esercito tedesco e i militi fascisti della RSI.
Il coraggio di 27 cittadini amatriciani riuscì a sventare la tragedia che avrebbe portato morte e distruzione in tutta la valle del Tronto. Tra loro anche una donna, Marianna Valentini, che diede l'allarme dopo aver raccolto un biglietto del capo guardiano della diga, Giovanni Blasi, tenuto prigioniero. Il partigiano ex tenente sbandato Ciccioli Guglielmo, comunico' al partigiano Alfredo Muzi ex carabiniere che insieme a 26 valorose persone del luogo si recarono sul posto per sminare la diga. Nel frattempo, Blasi, liberatosi e temendo il peggio, cominciò a svuotare il bacino del lago.  
Il 17 giugno 1944 Alfredo Muzi, Mario Marri, Francesco Pellicciari e gli altri sminatori disinnescarono gli esplosivi nelle gallerie della diga e per questo furono decorati con la Medaglia d'argento al Valor militare.
Vennero impiegati ben 56 quintali di esplosivo e perciò si rese necessario ricorrere all'aiuto di alcuni bambini.
Occorrevano altri uomini. Uscì mio fratello per cercarli. Restai io, il maresciallo di Sabato e il sergente Pellicciari. Dopo accatastate molte mine apparvero quelle ad orologeria. Il maresciallo esclamò: Via Muzi…sarà bene guardare meglio…. Passo quel mostro (la mina ad orologeria) al Pellicciari. Mi avvicinai con l'acetilene. Si notò una seconda mina ad orologeria…. Quel tic tac delle mine ci terrorizzava. Riuscimmo a depositare quelle mine nella boscaglia e ci allontanammo.
La diga era salva e insieme a noi tante migliaia di cittadini e miliardi di danni»
(dalle memorie di Alfredo Muzi)
Dal 19 giugno 1994, una lapide di marmo posta all'entrata del lato nord della diga ricorda il coraggio dei 27 cittadini di Amatrice.

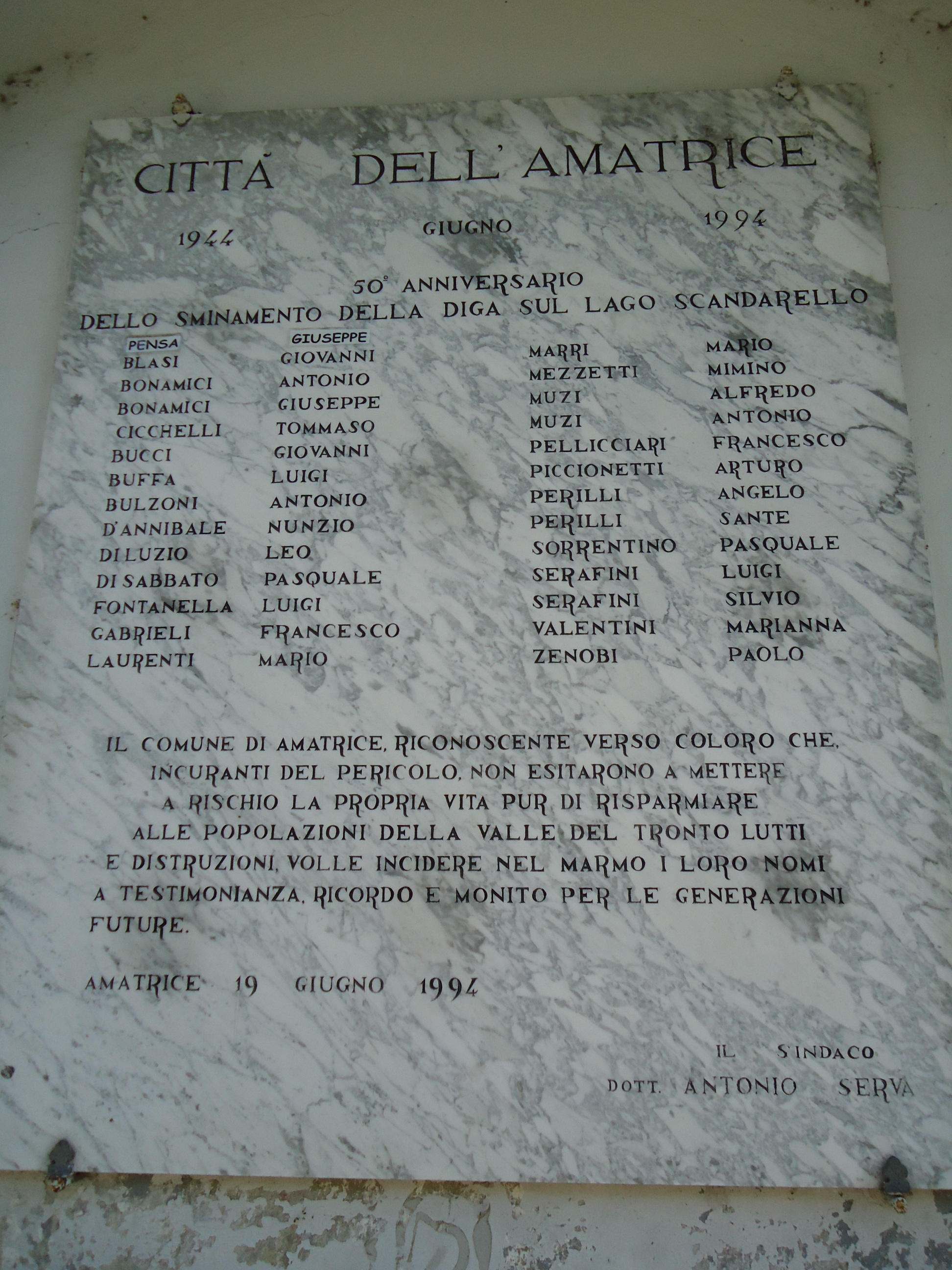
Targa in marmo posta sulla diga

- Blasi Giovanni Targa in marmo posta sulla diga
- Bonamici Antonio
- Bonamici Giuseppe
- Bucci Giovanni
- Bulzoni Antonio
- Buffa Luigi
- Cicchelli Tommaso
- D'Annibale Nunzio
- Di Luzio Leo
- Di Sabbato Pasquale
- Fontanella Luigi
- Gabrieli Francesco
- Laurenti Mario
- Marri Mario
- Mezzetti Mimino
- Muzi Alfredo
- Muzi Antonio
- Pellicciari Francesco
- Pensa Giuseppe
- Piccionetti Arturo
- Perilli Angelo
- Perilli Sante
- Sorrentino Pasquale
- Serafini Luigi
- Serafini Silvio
- Valentini Marianna
- Zenobi Paolo

## L'ambiente naturale
La vegetazione ripariale è molto povera a causa delle continue variazioni del livello. Le pendici sono coperte da boschi di latifoglie.
La fauna ittica è prevalentemente composta da ciprinidi tra cui spicca la presenza di carpe sia regine che a specchio e tinche.
L’invaso è ricco di persici reali, persici sole, persici trota, anguille, lucci, siluri ed altre specie ritenute meno importanti quali scardole, carassi e alborelle.